# Tubuca
Tubuca – rodzaj krabów z rodziny Ocypodidae.
Dorosłe z tego rodzaju osiągają około 15–45 mm szerokości karapaksu, który ma wąski region czołowy. Samice mają na karapaksie rowki tylno-boczne, których brak u samców. Oczy tych krabów mają zaokrąglone rogówki i osadzone są na smukłych słupkach ocznych. U samców szczypce są bardzo nierównej wielkości (jedne około połowę mniejsze). Większe szczypce mają zewnętrzną powierzchnię propoditu pokrytą różnej wielkości guzkami, a przednio-grzbietową część karpopoditu ze spłaszczeniem. Mniejsze szczypce natomiast cechują krótkie i sztywne szczecinki na meropodicie. Na brzusznej stronie palca nieruchomego biec może żeberko. Pleon (odwłok) samca pozbawiony jest mechanizmu blokującego.
Kraby te występują wzdłuż wybrzeży Oceanu Indyjskiego i zachodniego Pacyfiku.
Należy tu 20 opisanych gatunków:
- Tubuca acuta (Stimpson, 1858)
- Tubuca australiae Crane, 1975)
- Tubuca arcuata (De  Haan, 1835)
- Tubuca bellator (White, 1847)
- Tubuca capricornis (Crane, 1975)
- Tubuca coarctata (H. Milne Edwards, 1852)
- Tubuca demani (Ortmann, 1897)
- Tubuca dussumieri (H. Milne Edwards, 1852)
- Tubuca elegans (George et Jones, 1982)
- Tubuca flammula (Crane, 1975)
- Tubuca forcipata (Adams et White, 1849)
- Tubuca hirsutimanus (George et Jones, 1982)
- Tubuca longidigitum (Kingsley, 1880)
- Tubuca paradussumieri (Bott, 1973)
- Tubuca polita (Crane, 1975)
- Tubuca rhizophorae (Tweedie, 1950)
- Tubuca rosea (Tweedie, 1937)
- Tubuca seismella (Crane, 1975)
- Tubuca signata (Hess, 1865)
- Tubuca typhoni (Crane, 1975)
- Tubuca urvillei (H. Milne Edwards, 1852)